# Blank
Blank (Blanc) – polski herb szlachecki, odmiana herbu Prus III.

## Opis herbu
Opis z wykorzystaniem zasad blazonowania, zaproponowanych przez Alfreda Znamierowskiego:
Na tarczy dwudzielnej w słup w polach I czerwonym i II błękitnym półtora krzyża złotego bez prawej dolnej poprzecznicy, stoi na kosie błękitnej i połowie podkowy srebrnej ze sobą połączonych.
W klejnocie nad hełmem w koronie noga zbrojna zgięta w kolanie.
Labry z prawej czerwone podbite złotem, z lewej błękitne podbite srebrem.

## Najwcześniejsze wzmianki
Nadany 9 listopada 1790 roku Piotrowi Blank.

## Herbowni
Herb ten, jako herb własny, przysługiwał tylko jednej rodzinie herbownych:
Blank (Blanc).